# Höhe 108

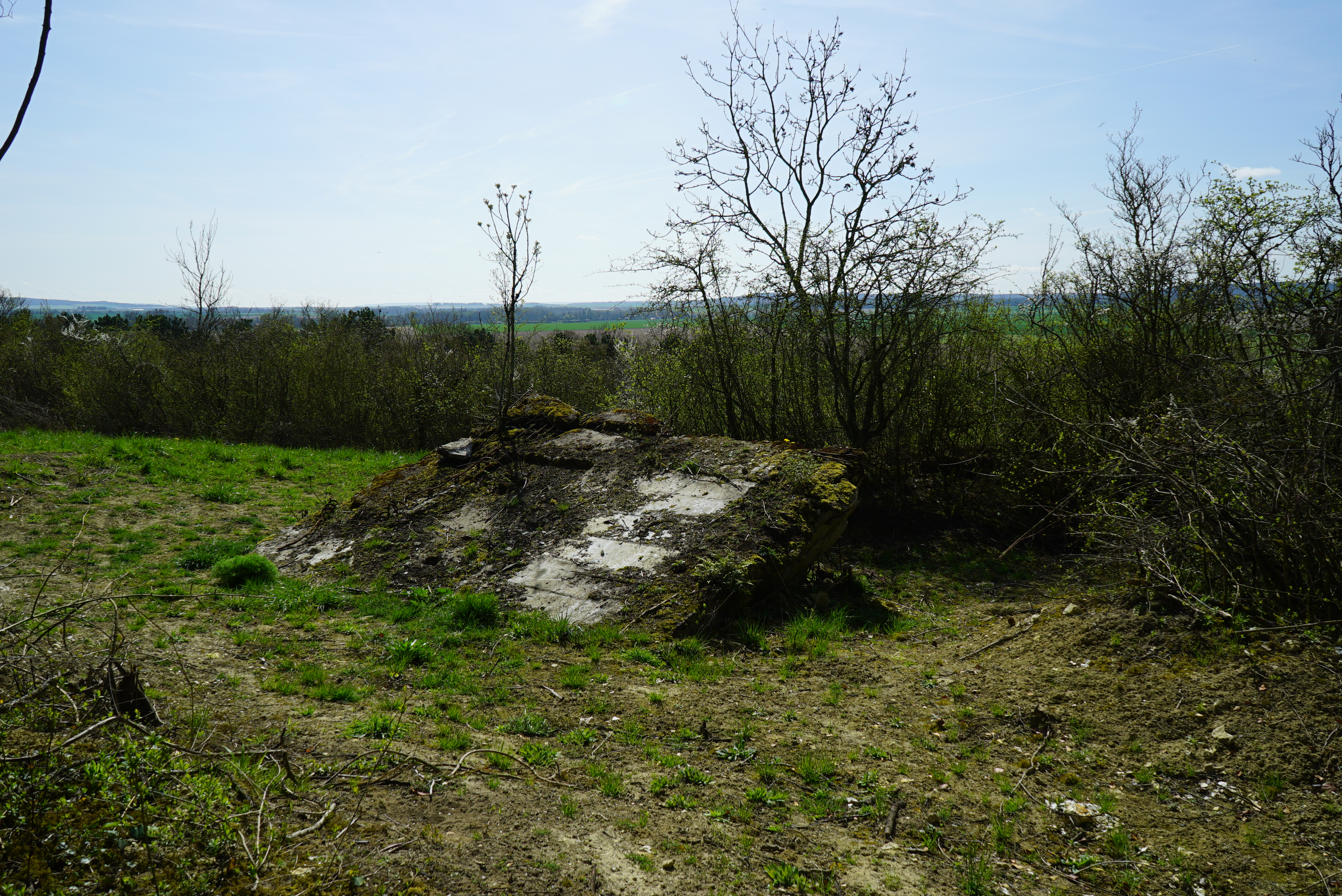
Reste eines deutschen Bunkers auf Höhe 108

Der französische Kalkberg Höhe 108 (französisch Cote 108) ist der östlichste Hügel des Höhenzugs Chemin des Dames im Département Aisne. Die Höhe 108 liegt auf dem Gebiet der Gemeinde Berry-au-Bac an der Grenze zum Département Marne.
Ihre strategisch günstige Lage machte sie im Ersten Weltkrieg zu einem umkämpften Geländepunkt.

## Lage
Die Höhe 108 trennt das Tal der Aisne vom Tal des Bachs Loivre. Die Aisne fließt nördlich entlang der Höhe 108 von Ost nach West. Entlang der Aisne verläuft der schiffbare Canal latéral à l’Aisne. Von Süden her mündet der Loivre-Bach bei der Höhe 108 in die Aisne. Parallel zur Loivre verläuft der Canal de l’Aisne à la Marne von Nord nach Süd. Wenige hundert Meter weiter westlich zum Aisne-Marne Kanal verläuft die Nationalstraße von Reims nach Laon.

## Die Höhe 108 im Ersten Weltkrieg
Die Höhe 108 beherrscht als Aussichtspunkt einen Landstrich von etwa 10 Kilometern von Nord nach Süd. Im Ersten Weltkrieg hielten die Deutschen deshalb die Höhe 108 bei ihrem Rückzug von der Marne im September 1914. In den Jahren 1915 und 1916 führten Franzosen und Deutsche hier einen Minenkrieg. Im Zug der zweiten Schlacht an der Aisne war die Höhe 108 im April 1917 schwer umkämpft. Schließlich kam es im Rahmen der deutschen Frühjahrsoffensive ab Ende Mai 1918 bei der dritten Schlacht an der Aisne zu Kämpfen an der Höhe 108. Der Frontabschnitt wird in französischen und deutschen Militärberichten nach den Orten Berry-au-Bac und Sapigneul bezeichnet.

## Monument historique
Die Höhe 108 ist seit 1937 ein Monument historique. Sie liegt in der Zone rouge. Die Höhe 108 ist nicht öffentlich zugänglich und nur selten für Führungen geöffnet.